# 卡尔·莫尔登
卡尔·莫尔登（英語：Karl Malden，1912年3月22日—2009年7月1日），出生名姆拉登·乔治·塞库洛维奇（英語：Mladen George Sekulovich），美国男演员，曾凭借电影《欲望号街车》获奥斯卡最佳男配角奖。
莫尔登出演的电影还包括《码头风云》、《西部開拓史》和《巴頓將軍》。